# Xocén
Xocén es una localidad situada en el municipio de Valladolid, en Yucatán, México. Según el censo de 2020, tiene una población de 2816 habitantes.

## Toponimia
El nombre (Xocén) proviene del idioma maya.

## Datos históricos
- En 1930 pasa del municipio de Chichimilá al de Valladolid.